# Menepetalum schlechteri
Menepetalum schlechteri är en benvedsväxtart. Menepetalum schlechteri ingår i släktet Menepetalum och familjen Celastraceae.

## Underarter
Arten delas in i följande underarter:
- M. s. crassiusculum
- M. s. schlechteri